# Забайкальцы (роман)
«Забайка́льцы» — роман-эпопея Василия Балябина, впервые опубликованный в 1959 году.

## Сюжет
Действие романа происходит между 1908 и 1919 годами в основном в Забайкалье. В центре романа — забайкальский казак по имени Егор Ушаков. В первых частях романа Ушаков, сын небогатой вдовы, работает по найму у богатого казака Саввы Саввича и влюбляется в девушку Настю из соседней деревни, которая вскоре против своей воли становится женой сына Саввы Саввича. Но Настя и Егор не скрывают своих отношений и заводят ребенка. В 1911 году Егора призывают на военную службу. Вторая половина романа посвящена событиям Первой мировой войны, революции и Гражданской войны в Забайкалье. Егор примыкает к большевикам и вскоре становится командиром Красной Армии. Значительную роль в повествовании играет фигура Сергея Лазо. Много внимания автор уделяет также быту и нравам забайкальского казачества. В отличие от романа-эпопеи «Тихий Дон», в романе явно выделена просоветская политическая линия.